# Deutsche Orient-Gesellschaft
De Deutsche Orient-Gesellschaft (DOG) is een vereniging gevestigd te Berlijn.
De DOG werd in januari 1898 in Berlijn opgericht ter bevordering van het onderzoek van oudheden in de Oriënt. De oprichting viel samen met een publieke belangstelling voor het Bijbelse land, waarvan de interesse aan het eind van de 19e eeuw was gestegen. DOG legde de focus op culturen uit het Midden-Oosten van de vroege tijd tot aan de islamitische periode. DOG concurreerde met soortgelijke ondernemingen uit Frankrijk en Engeland.

## Geschiedenis
Vele bekende en welvarende personen behoorden tot de eerste leden van de DOG. Tot de oprichters behoorden de Berlijnse mecenas James Simon (1851-1932) en mecenas Franz von Mendelssohn, jarenlang de plaatsvervangende voorzitter van de vereniging. Onder andere door hun vermogen, was het voor de DOG mogelijk om dure opgravingen in de Oriënt uit eigen middelen te financieren.

In 1901 werd Keizer Wilhelm II, die zich erg voor archeologie interesseerde, beschermheer van DOG. Hiermee kwam geld uit het keizerlijk dipositofonds beschikbaar, die verdere opgravingen hielpen financieren. Op deze manier stond in 1907 zo’n 350.000 Duitse mark tot de beschikking van DOG.
Onder de leden van DOG waren veel personen van Joodse afkomst, waaronder archeoloog en historicus Bruno Güterbock. Door de vervolgingen in het Derde Rijk raakte de DOG langzamerhand in vergetelheid.

In 1947 werd de DOG opnieuw ‘’opgericht’’. In 1998 werd de 100-jarige jubileum gevierd met een ceremonie in het Pergamonmuseum op het Museumsinsel te Berlijn. Hierbij was de toenmalige Bondspresident van Duitsland Roman Herzog aanwezig.
Markus Hilgert is sinds 2009 voorzitter van de DOG. Hij volgde Hans Neumann, van de Westfälische Wilhelms Universiteit te Münster, op die nu plaatsvervangend is. Van 1973 tot 1980 was Eva Strommenger voorzitter.

## Opgravingen
Tussen 1899 en 1917 vonden onder leiding van Robert Koldewey in Babylon opgravingen plaats. Hierbij werd de Poort van Ishtar, de paleizen van Nebukadnezar II en de hangende tuinen van Babylon gevonden. Koldewey beweerde ook de toren van Babel te hebben gevonden.
Ludwig Borchardt leidde de opgravingen bij de Oud Egyptische necropolis Aboesir in 1902. Van 1903 tot 1914 leidde hij de opgraving bij de ruïnes van Tell el-Amarna, waar de beroemde buste van Nefertiti werd gevonden. Deze buste werd tezamen met andere sculpturen gevonden in de werkplaats van de beeldhouwer Tusmoses en staat tegenwoordig in het Egyptisch museum van Berlijn.
Walter Andrae leidde van 1903 tot 1914, de DOG opgravingen in Assur hoofdstad van Assyrië. Hugo Winckler leidde van 1906 tot 1911 de opgraving bij Boğazköy in Turkije waarbij de hoofdstad van het Hettitisch Rijk, Hattusa, werd gevonden.

Andere opgravingen voor de Eerste Wereldoorlog vonden plaats op locaties in de Vruchtbare Sikkel in Mesopotamië, Turkije, Palestina en Egypte, waaronder in Megiddo, Kafarnaüm, Borsippa, Hatra, Jericho, Kar-Tukulti-Ninurta, en Uruk. Na het uitbreken van de Eerste Wereldoorlog, in augustus 1914, werden de opgravingen van DOG beëindigd.
Na de ‘’heroprichting’’ van DOG na de Tweede Wereldoorlog, volgden opgravingen onder andere te Habuba Kabira van 1969 tot 1975, Ekalte in 1969, nabij Bogazköy van 1996 tot 1999, Sarissa in 1995, Urkesh in 1998, and Qatna in 1999.

## Publicaties
DOG brengt jaarlijkse publicaties uit onder Mitteilungen der Deutschen Orient-Gesellschaft (MDOG) en Alter Orient aktuell.